# Kristín Ýr Bjarnadóttir
Kristín Ýr Bjarnadóttir, född 1 februari 1984, är en isländsk fotbollsspelare. Hon spelar i Valur. Hon gjorde ett uppehåll från fotbollen mellan 2004 och 2007.

## Meriter
Valur
- Isländsk mästare: 2004, 2008 och 2009
- Isländsk cupmästare: 2001, 2003 och 2009

### Utmärkelser
- Skyttedrottning i isländska högstadivisionen: 2009 (23 mål på 18 matcher, delad med Rakel Hönnudóttir)